# Iris Wagner (Leichtathletin)
Iris Wagner (geborene: Claus; * 14. März 1951) ist eine ehemalige deutsche Mittelstreckenläuferin.
Bei den Leichtathletik-Halleneuropameisterschaften 1973 in Rotterdam gewann sie Bronze über 1500 m.
1972 und 1976 wurde sie über dieselbe Distanz DDR-Vizemeisterin in der Halle.
Iris Wagner startete für den SC Turbine Erfurt.

## Persönliche Bestzeiten
- 800 m: 2:02,2 min, 16. August 1975, Prag
- 1000 m: 2:43,2 min, 26. Mai 1973, Berlin
- 1500 m: 4:11,7 min, 24. August 1975, Erfurt

| Personendaten    | Personendaten                   |
| ---------------- | ------------------------------- |
| NAME             | Wagner, Iris                    |
| ALTERNATIVNAMEN  | Claus, Iris (Geburtsname)       |
| KURZBESCHREIBUNG | deutsche Mittelstreckenläuferin |
| GEBURTSDATUM     | 14. März 1951                   |